# بروسيلة غنمية
البروسيلَة الغَنَمِيَّة(1) (الاسم العلمي: Brucella ovis) هي بكتيريا عصوية مكورة سلبية الغرام تتبع فصيلة البروسيلات. تُعد مع البروسيلة المالطية [الإنجليزية] مسؤولةً عن إحداث داء البروسيلات الضأني، وهو مرضٌ يجب الإبلاغ عنه [الإنجليزية]. قد تنتقل البروسيلة الغنمية عن طريق ذبابة الإسطبل. قد تحدث بسبب التهابٍ شديد في البربخ، خصوصًا في ذيله.

## هوامش
- «1»: البروسيلَة الغَنَمِيَّة[2] وتُكتب أيضًا البروسيلا الغنمية، وتنطق حرفيًا بروسيلا آوفيس (الاسم العلمي: Brucella ovis)